# Kostel Nanebevzetí Panny Marie (Zlonice)
Kostel Nanebevzetí Panny Marie ve Zlonicích je monumentální barokní dominanta městyse Zlonice i jeho okolí. Jedná se o významnou realizaci českého architekta Františka Maxmiliána Kaňky z let 1727–1744 a je nemovitou kulturní památkou České republiky.

## Historie

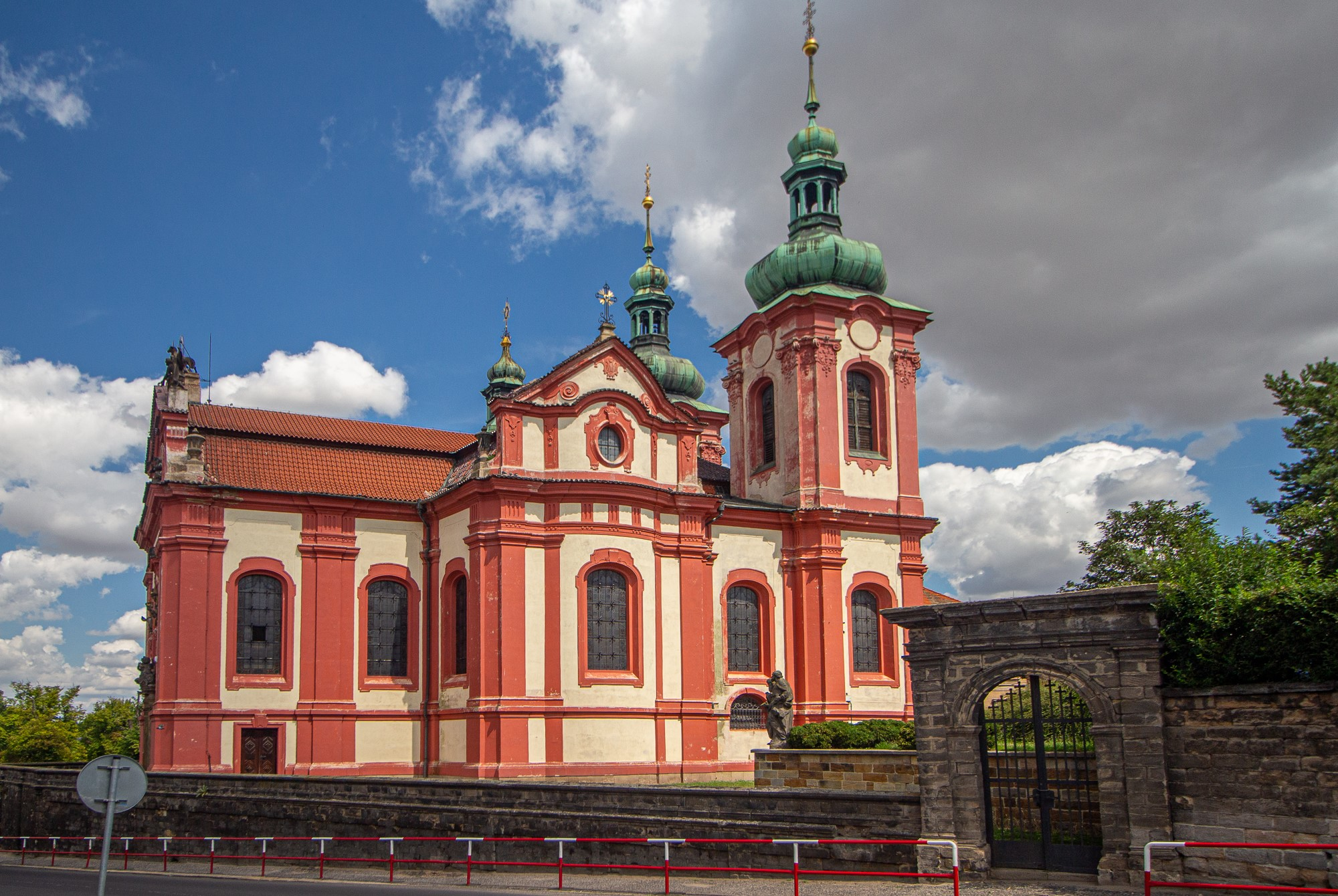
Jižní strana kostela

Kostel zasvěcený Panně Marii se v těchto místech nacházel od středověku, první zmínka je doložena z roku 1352. Do dnešní doby se z něj dochovaly některé části mobiliáře a to liturgické předměty či portréty některých členů rodiny Valkounů, patronů kostela. Mezi nimi vyniká zejména votivní obraz Bohuchvala Valkouna z Adlaru (1580–1653) z roku 1608. Nedlouho před zbořením starší stavby věnoval kostelu také tehdejší patron hrabě Norbert Leopold Libštejnský z Kolovrat sochu Panny Marie dovezenou přímo z italského Loreta.
Iniciátorem novostavby kostela byl jednak nový majitel Zlonic a patron chrámu kníže Filip Josef Kinský a také proslulý zlonický děkan Jan Adam Svoboda. První zmínka související se záměrem novostavby pochází z dubna 1723, kdy žádá Filip Josef Kinský o povolení pražskou konzistoř. V tomto roce byl ve Zlonicích také autor návrhu, významný český architekt František Maxmilián Kaňka, jehož autorství je dnes nezpochybnitelné. Práce samotné započaly v roce 1727 pod vedením pražského stavitele Ferdinanda Hübnera, k požehnání základního kamene došlo ovšem až 23. září 1731. K roku 1738 byla dokončena loď a presbytář k roku 1744 definitivně také věže.

### Novobarokní úprava kostela
Zásadní obnovy a úpravy v novobarokním stylu se kostel dočkal v závěru 19. století, kdy bylo původní Kaňkovo architektonické pojetí považováno za příliš střízlivé. Plány vypracoval roku 1892 architekt Friedrich Ohmann. Práce byly zahájeny roku 1895 úpravou průčelí odkud byly sneseny původní sochy svatého Petra a Pavla a Immaculaty od Josefa Kleina (dnes umístěny v areálu kostela) a nahrazeny novými od Stanislava Suchardy a dále pokračovaly opravou střechy a vztyčením nové sanktusové věže nad křížením. K roku 1898 byly dokončeny úpravy interiéru včetně odstranění ochozu v presbytáři 

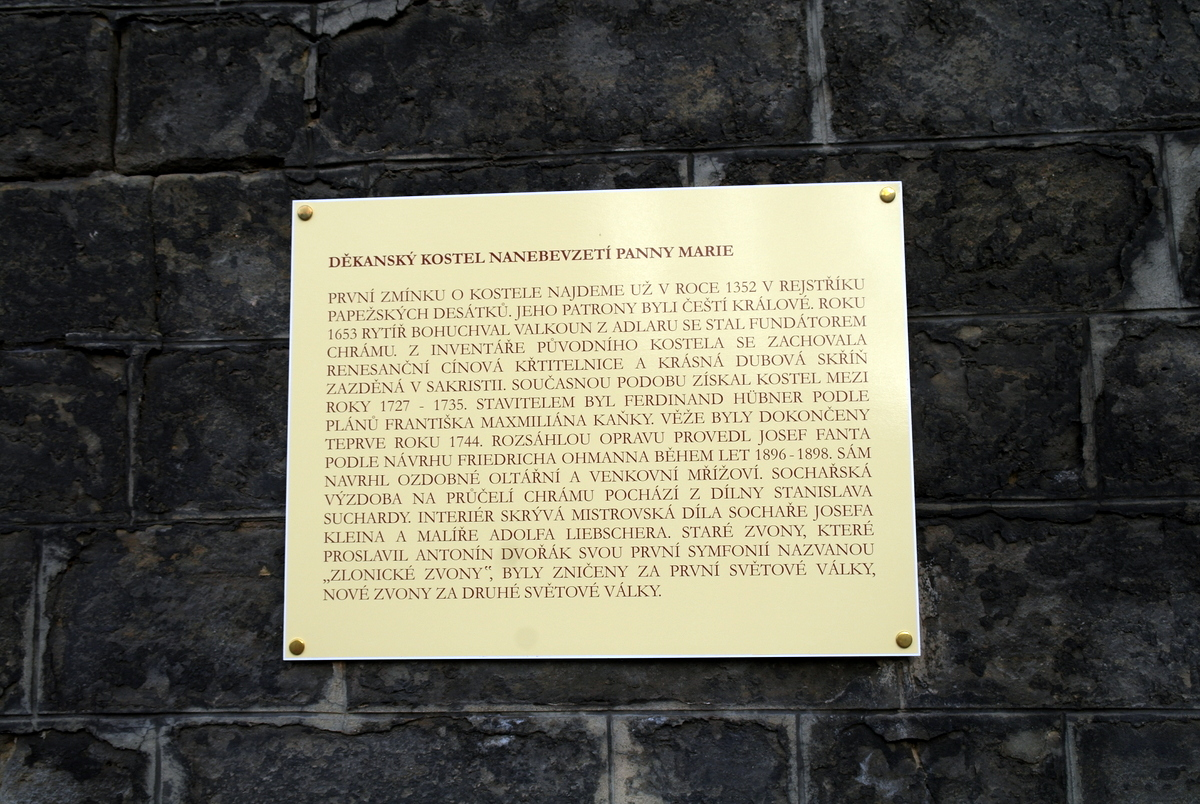
Informační tabule u Kostela Nanebevzetí Panny Marie (městys Zlonice, okres Kladno)

propojujícího oratoře, čímž bylo docíleno většího prosvětlení prostoru, a dále štukových reliéfů a zrcadel na klenbě pro zamýšlenou freskovou výzdobu. Kolaudace dokončených prací proběhla 16. října 1899. Ohmann pojal do svých plánů také celkovou úpravu okolí kostela včetně vztyčení Mariánského sloupu na náměstí proti západnímu průčelí, nového západní vstupní schodiště či úpravy závěru. Tyto záměry však nakonec nebyly realizovány. Další etapa obnovy pokračovala po roce 1900 tentokrát již podle návrhů architekta Josefa Fanty. V duchu počínající secese Fanta navrhl jednak nové oplocení pod terasou kostela dále rekonstrukci schodiště a několik historizujících neobarokních doplňků v interiéru včetně úpravy svatostánku hlavního a dvou bočních oltářů (realizace pražským cizelérem Josefem Hirschem). Definitivně byly úpravy chrámu dokončeny v letních měsících 1909–1911 freskovou výzdobou již Ohmannem připravených polí pod vedením Adolfa Liebschera (návrh vyhotoven 1908), profesora ČVUT v Praze, za spolupráce s Juliem Fischerem a synem Adolfem. Poslední obnovou prošel exteriér kostela v letech 1992–1995.

## Popis

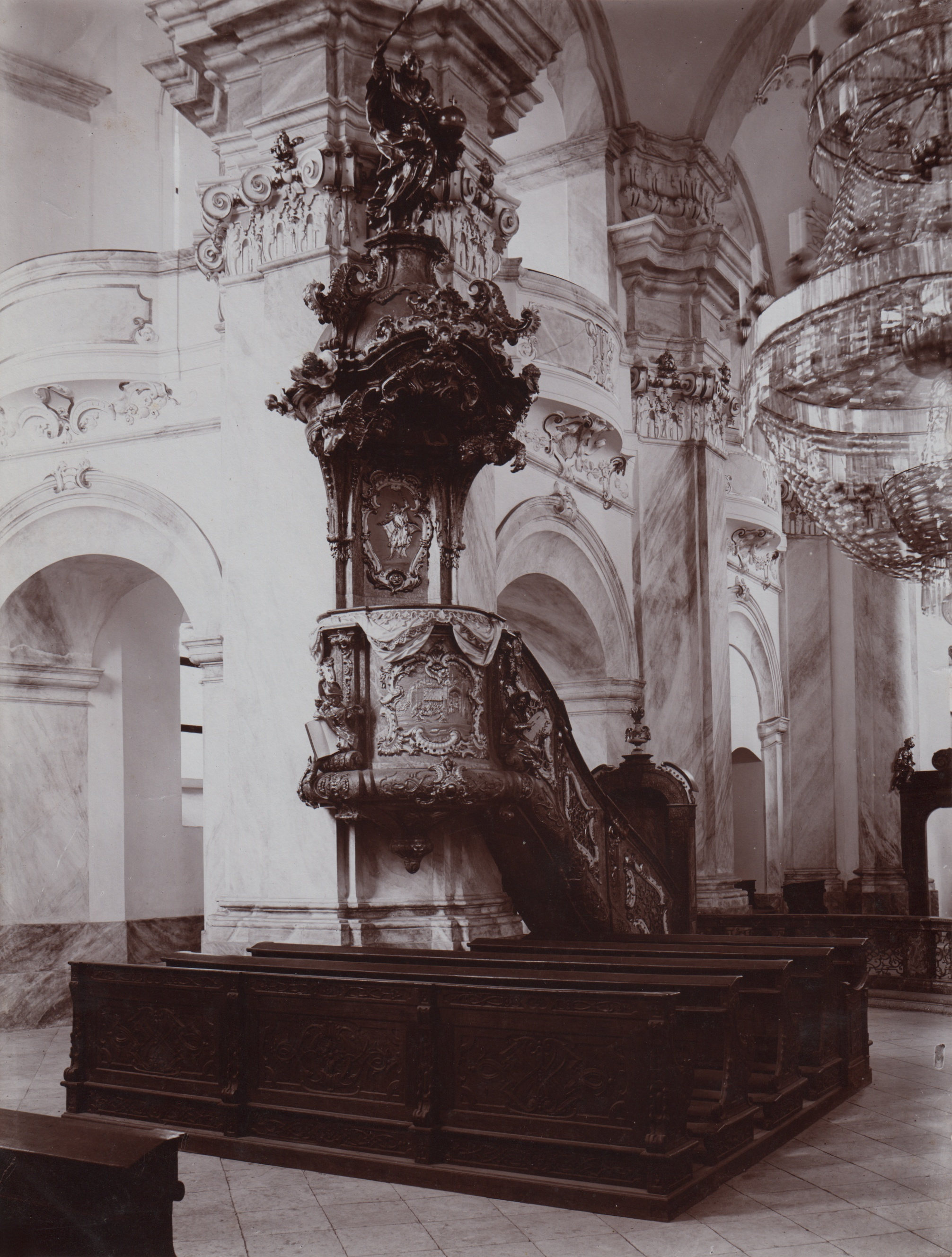
Kazatelna (stav v roce 1904)

Kostel Nanebevzetí Panny Marie se nachází ve středu obce na vyvýšené terase nad náměstím, která sloužila již staršímu středověkému chrámu. Jedná se o jednolodní stavbu křížové dispozice se dvěma věžemi s cibulovými báněmi po stranách kněžiště. Západní průčelí člení svázané pilastry nesoucí úseky kladí a vrcholí trojúhelným štítem. Po stranách středového okna jsou niky s polopostavami národních patronů svatého Václava a svatého Vojtěcha doprovázených klečícími anděly od Stanislava Suchardy, andělé provází také sochu beránka na vrcholu. Konvexní průčelí severního a jižního rizalitu je členěno obdobně ovšem bez nik a sochařské výzdoby. Boční fasády a věže jsou členěny rovněž vysokým pilastrovým řádem a vertikalizujícími polokruhově ukončenými okny.
Interiér kostela je sklenut plackovou klenbou, pouze závěr presbytáře konchou. Autorem návrhu architektury oltářů mohl být opět František Maxmilián Kaňka, i když jasné důkazy pro to schází. Jejich sochařská výzdoba je už prokazatelně dílem klasicistně orientovaného sochaře pozdního baroka Josefa Kleina, který zde působil s přestávkami v letech 1740–1763. Jeho dílem je také kazatelna z roku 1743. Původní obrazy pro titulární hlavní oltář, Nanebevzetí Panny Marie, a pro dva oltáře boční, svatého Jana Nepomuckého a svaté Anny, nechal zhotovit roku 1744 Filip Josef Kinský u neznámého autora ve Vídni (v letech 1738–1745 tam působil jako nejvyšší kancléř Českého království). Do dnešní doby se zachoval pouze obraz svatojánský nahrazený ovšem stejně jako všechny ostatní oltářní obrazy v průběhu druhé poloviny 19. století plátny novými. Pozoruhodný je také votivní obraz svatého Floriána z roku 1767, na kterém je pod postavou světce dobové vyobrazení Zlonic. Varhany (1745–1746) jsou dílem slavného varhanáře Václava Starka z Lokte.

## Autorství kostela
Dříve vedla odborná veřejnost spor o autorství kostela. Někteří badatelé považovali na základě formálního srovnání s dalšími stavbami za autora zlonického kostela Kiliána Ignáce Dientzenhofera, Kaňka se měl podílet pouze dílčím způsobem při samotné výstavbě. Tuto teorii nepřímo podporovala i skutečnost, že Dientzenhofer byl prokazatelně autorem návrhu zlonického děkanství, který u něj pořídil roku 1748 Jan Adam Svoboda. Tyto dohady jsou však dnes definitivně ukončeny a za architekta zlonického kostela je jednoznačně určen František Maxmilián Kaňka a to jak vzhledem k blízkosti k dalším jeho realizacím tak na základě archivních pramenů. Původní vzhled (před novobarokní úpravou) tak odpovídá více Kaňkově umělecké orientaci hlásící se k mírnějšímu klasicizujícímu pojetí vrcholně barokní architektury. Za předchůdce zlonického chrámu je potom možné považovat kostel svatého Vojtěcha v západočeských Vejprnicích.